# Марко Кончар
Марко Кончар Бура (Кусоње, код Пакраца , 3. март 1919 — Беговача код Шеовице, 23. март 1942), учесник Народноослободилачке борбе и народни херој Југославије.

## Биографија
Рођен је 3. марта 1919. година, у селу Кусоњама, код Пакраца. Потиче из сиромашног породице, која се из Лике долесила у Славонију. Његов отац Дмитар био је пружни радник и имао је шесторо деце.
Марко је после завршене основне школе, због лошег имовинског стања, морао учити опанчарски занат у Пакрацу. У трећој години шегртовања почео је одлазити у радничку читаоницу. После завршеног заната, као млади опанчарски помоћник учланио се у синдикат.
Пошто је због хапшења остао без посла, Марко је отишао у Босанску Дубицу где се запослио у радионици у којој је радило двадесетак радника. После неколико месеци, у Босанској Дубици основана је УРС-ова организација, а на оснивачкој скупштини, Марко је изабран за секретара Подружнице кожара.
Убрзо после оснивања синдикалне организације у Дубици, почиње штрајк којим је руководио Марко Кончар. Пошто преговори са послодавцима нису успели, интервенисала је жандармерија. Радници су дали отпор, али када су жандари добили појачање, штрајк је био угушен. После овог штрајка марко је био ухапшен и протеран из Дубице.
Године 1939. одлази на одслужење војног рока, у Бању Луку. Али и тамо долази у сукоб с властима. Капетан му је дао да тимари најопаснијег коња, који је већ убио неколико војника. Од ударца који му је задао коњ, Марко се нашао у Војној болници у Загребу. Одлежавши неколико месеци у болници, отпуштен је као привремено неспособан.
У Пакрац, се враћа 1940. године, а убрзо је примљен у Савез комунистичке омладине Југославије.
Окупација Краљевине Југославије затекла га је у Пакрацу. Тада Марко постаје секретар скојевске организације, и ради ужурбано на припремању устанка. После оснивања партизанске групе на Беговачи, Марко Кончар, по задатку, остаје у Пакрацу, али га је убрзо открио усташа Петар Немет, који је био познат по упадима с својим усташама у околна села и убијању недужног српског становништва. Марко је успио побећи из куће, видевши усташе које су се приближавале. Исте ноћи прикључио се псуњским партизанима на Беговачи. У страху од Немета и његових усташа, по шумама је било много сељака који су тражили помоћ од, тада још малобројних, партизана.
Крајем 1941. године, Штаб псуњских партизана донео је одлуку да се Петер Немет мора убити и тај задатак је добио Марко Кончар. Он је, с још једним другом, ушао у Пакрац и хладнокрвно, поред стражара, ушао у болницу у којој се налазио Немет. Ушао је у његову собу и опалио неколико хитаца. Верујући да га је убио, пошао је истим путем назад, ранивши на излазу два стражара. Изашао из Пакраца, а нико га није зауставио, иако су га многи мештани препознали.
У марту 1942. године усташе су се спремале на поход против псуњских партизана. Пошто је с партизанима било много избеглица, одлучено је да батаљон брани прилазе Псуњу све док се избеглице не сместе на сигурно место.
Тих дана је Марко Кончар, на предлог политичког комесара батаљона Мирка Кљајића, примљен у чланство Комунистичке партије Југославије и тада је добио надимак Бура.
Колона од око 800 усташа кренула је према Беговачи, 23. марта 1942. године, по којој је већ тукла артиљерија из Липика и Пакраца. На Беговачи је било око четрдесет партизана. Развила се борба, а после неколико сати, командант Вицко Антић издао је наређење за повлачење из обруча. Главнина се већ повукла, а када се спремала за повлачење и заштитница, у којој се налазио и Марко Кончар Бура, непријатељски рафал га је убио.
Указом Президијума Народне скупштине Федеративне Народне Републике Југославије, 23. јула 1952. године, проглашен је за народног хероја.

## Фусноте
1. ↑  Локација Беговача изнад села Шеовица